# Culex saltanensis
Culex saltanensis är en tvåvingeart som beskrevs av Dyar 1928. Culex saltanensis ingår i släktet Culex och familjen stickmyggor. Inga underarter finns listade i Catalogue of Life.